# Slomarp
Slomarp är en gård i Mjölby kommun (Mjölby socken), Östergötlands län. 

## Historik
Slomarp förlänades 1594 åt Jöns Persson och 1615 av hertig Johan till dess kamrer och sekreterare Måns Pedersson, som sägs ha blivit född på Slomarp. Han avled 1644. Tillhörde senare hans son, statssekreteraren Andreas Gyldenklou, som föddes här 1602. Efter hans död 1665 blev sonen, överstelöjtnant David Gyldenklou ägare och hade gården som säteri. Reducerades men utbyttes 1683. Tillhörde 1692 kanslirådet Johan Bergenhielm (1629–1704). Synes åter kommit till kronan och räknades 1700 såsom hörande till Vadstena slott. Tillhörde 1726 överstelöjtnant Erik Axel Ekehielm (1682–1738) med säterifrihet. Slomarp, som till senaste tid tillhört Högby socken, tillhörde 1884 inspektor J. M. Hesse, 1894 och 1910 J. Alb. Petersson.

## Areal
Slmmarp bestod av en mantal.